# 上野一惠
上野 一惠（うえの かずえ、男性、1929年7月24日 - 2005年9月16日）は、日本の細菌学者。
岐阜県関市生まれ。岐阜大学医学部附属嫌気性菌実験施設（現岐阜大学科学研究基盤センター嫌気性菌研究分野）初代教授。岐阜大学名誉教授。1950年代後半から、日本において無芽胞嫌気性菌の臨床細菌学的研究を開始し、日本におけるこの分野の基礎および臨床における研究の礎を築いた。

## 経歴
- 1950年3月 - 岐阜農林専門学校獣医畜産学科（現岐阜大学応用生物科学部応用生物学科獣医学課程）卒業。
- 1950年8月 - 国立予防衛生研究所（現国立感染症研究所）結核部・厚生技官

結核菌の薬剤耐性機構（迅速な薬剤感受性測定法）の検討、結核菌の実験感染と薬剤の治療効果および薬剤耐性菌の出現に関する検討などを行う。
- 1954年11月 - 岐阜県立医科大学（現岐阜大学医学部）微生物学講座・助手

研究テーマをAlkalescens dispar のK抗原に変更するとともに、臨床細菌学的研究にも着手し、大学病院細菌検査室から臨床検体の病原微生物検査依頼を多数受け入れる。1960年代に入る頃にはテーマをA. dispar から無芽胞嫌気性グラム陰性桿菌の病原性に関する研究に移行。
嫌気性菌分離増菌用培地としてGAM培地（Gifu Anaerobic Medium）を、Fusobacterium （フソバクテリウム）属の鑑別培養のための変法FM培地を開発。
岐大式嫌気培養ジャーを開発。
- 1971年5月 - 岐阜大学医学部微生物学講座・助教授
- 1971年12月 - 留学（アメリカ合衆国・カリフォルニア大学ロサンゼルス校医学部、ワッズワース在郷軍人病病院感染症科へ1年間）
- 1978年10月 - 岐阜大学医学部附属嫌気性菌実験施設・助教授

研究テーマである嫌気性菌に特化した施設として医学部に嫌気性菌実験施設が付置された（1978年4月）。定員は教授1名(鈴木祥一郎)のみであったが、微生物学講座から助手1名、医学部内から助手1名の2名分を融通された。医学部教授会において、研究費の配分は医学部内のほかの講座と同等に扱われたという。
- 1979年4月 - 同・施設長

嫌気性菌実験施設・施設長（教授）として、15年間にわたり嫌気性菌に関する様々な研究を指導した。同施設において実施された主なテーマには
- Bacteroides fragilis（バクテロイデス・フラジリス） groupの薬剤耐性獲得機構、耐性機構の解析に関する研究
- Clostridium botulinum type A（A型ボツリヌス菌）の分布に関する研究
- 抗生剤投与と関連して起こる偽膜性大腸炎・下痢症からのClostridium difficile（クロストリジウム・ディフィシレ）菌の分離とその病原性、特にC. difficile が産生する2種類の毒素の分離精製と迅速診断法の構築に関する研究
- B. fragilis の血清学的分類に関する研究
- 生化学的手法による嫌気性菌の分類、病原因子および薬剤耐性機序の検討
- カルバペネム耐性B. fragilis の産生する金属イオン要求性（=メタロ）β-ラクタマーゼの生化学的特徴に関する研究
- PCR法を用いた嫌気性菌の迅速同定・毒素検出法に関する検討

などがある。
- 1993年3月 - 定年退官
- 1993年4月 - 岐阜大学名誉教授、岐阜医療技術短期大学（現岐阜医療科学大学）・教授
- 1997年4月 - 岐阜医療技術短期大学・副学長
- 1998年5月 - 岐阜医療技術短期大学・学長（2003年3月まで）

## 受賞・栄典
- 1971年2月 - 岐阜日日新聞（現・岐阜新聞）学術賞
- 1971年12月 - 小島三郎記念文化賞
- 1975年9月 - スペイン・サラマンカ市名誉市民
- 1979年7月 - 岐阜県獣医師会学術賞
- 1991年12月 - 中華医学会伝染病および寄生虫学会栄誉会員
- 1994年7月 - Anaerobe Society of the AmericasにおいてLifetime Achivement Awardを受賞
- 2004年11月 - 細菌学者としての業績を称え、無芽胞グラム陰性嫌気性桿菌の1菌種がPorphyromonas uenois と命名された
- 2005年9月 - 従四位・瑞宝中綬章

## 主な役職
- 1976年 - 1979年 - 日本化学療法学会嫌気性菌薬剤感受性測定委員会・副委員長
- 1978年 - 国際微生物学会細菌分類命名委員会：無芽胞嫌気性グラム陰性桿菌分類命名小委員会・委員（1980年 - 同・委員長）
- 1986年 - 1989年 - 日本化学療法学会用語委員会・委員長

## 加入学会
- 日本嫌気性菌感染症研究会（第3代会長）
- 臨床微生物迅速診断研究会（初代会長）
- 日本化学療法学会（評議員、理事）
- 日本臨床微生物学会（評議員、理事）
- 日本細菌学会（評議員）
- 日本感染症学会（評議員）
- 日本臨床病理学会（評議員）
- 日本環境感染学会（評議員）
- 日本性感染症学会（評議員）
- 日本食品微生物学会（評議員）
- 日本抗生物質学術協議会（評議員）
- International Society for Anaerobic Bacteria
- International Society of Chemotherapy
- International Society of Infectious Diseases
- Society for Microbial Ecology and Diseases（理事）
- Infectious Diseases Society of America（フェロー）
- Anaerobe Society of the Americas
- American Society for Microbiology（英語版の項目）
- New York Academy of Sciences（英語版の項目）

## 学術雑誌編集（査読）委員
- 日本細菌学雑誌（編集委員）
- 日本感染症学雑誌（編集委員）
- 日本化学療法学雑誌（編集委員）
- Microbiology and Immunology（編集委員）
- Clinical Infectious Diseases（アメリカ、国際編集委員）
- Microbial Ecology in Health and Diseases（イギリス、編集委員）
- Revista Española de Quimiotherapia（スペイン、編集委員）